# Крылов, Евгений Евгеньевич
Евге́ний Евге́ньевич Крыло́в (род. 2 июля 1965, Саратов, СССР) — российский кинорежиссёр, сценарист, актёр.

## Биография
В 1988 году окончил Саратовский политехнический институт.
В 1993 году окончил Высшие курсы сценаристов и режиссёров (мастерская Григория Чухрая).
В 1998 году устроился в Православное Информационное Телевизионное Агентство (ПИТА). Делал передачу «Канон» на ТВ-6. После развала агентства в начале 1999 года, перешёл в спутниковую сеть АСТ, где делал православное обозрение «Благовест» (Диплом за профессионализм в раскрытии темы Фонда «Академия Российского телевидения») и документальные фильмы православной тематики.
На кинофестивале «Лучезарный ангел», проходившем в ноябре 2006 года, сценарий Евгения Крылова «Реки Вавилона» стал одним из победителей конкурса киносценариев.

## Творчество

### Сценарист
- 1994 — Чувства вещей
- Реки Вавилона

### Режиссёр
- 1992 — Сон господина Экономиди
- 1994 — Чувства вещей
- 2001 — Время Патриарха
- 2004 — 2005 — Вера святых
- Миссионерские письма
- 2008 — Николай II. Сорванный триумф

### Актёр
- 1992 — Сон господина Экономиди